# Settore tortura
Settore tortura (Fear Chamber) è un film del 1968 diretto da Jack Hill e Juan Ibáñez.
È un film horror a sfondo fantascientifico e thriller statunitense e messicano con Boris Karloff, Julissa e Carlos East. È uno dei quattro film horror messicani a basso budget con produttore il messicano Luis Vergara a cui Karloff prese parte.

## Produzione
Il film, diretto da Jack Hill e Juan Ibáñez su una sceneggiatura dello stesso Hill e di Luis Enrique Vergara, fu prodotto da Vergara per la Azteca Films tramite la Filmica Vergara e girato a città del Messico e a Santa Monica in California, dal 2 maggio 1968 al 18 maggio 1968.

## Distribuzione
Il film fu distribuito con il titolo Fear Chamber negli Stati Uniti nel 1972 al cinema dalla Columbia Pictures. È stato distribuito anche con il titolo Torture Zone.
Altre distribuzioni:
- in Messico nel 1968 (La cámara del terror)
- in Italia (Settore tortura)
- in Spagna il 17 giugno 1974 (La cámara del terror)
- in Germania il 23 luglio 1991 (in TV)
- in Brasile (A Câmara do Terror)
- in Germania (Folter)
- in Turchia (Korkunç oda)

## Critica
Secondo Rudy Salvagnini (Dizionario dei film horror) "il delirio della storia è reso ancora più bizzarro dallo stile banale e rilassato della messa in scena. Forse perché il progetto è chiaramente scombinato o forse perché influenzato dalla forzata immobilità di Karloff" (malato all'epoca delle riprese).
Secondo Fantafilm il film è un "rozzo racconto di sadismo e terrore", e, tendendo solo a sfruttare il nome di Karloff, risulta un esempio non riuscito di una particolare tipologia di genere del cinema messicano in voga all'epoca.
Secondo Leonard Maltin è uno "strano film" che risulterebbe "orrendo" nonostante sia di livello leggermente superiore rispetto alle altre tre pellicole messicane a cui Karloff prese parte.

## Promozione
La tagline è: "In the name of science he created... The Torture Zone".